# Alfafar
Alfafar es un municipio y localidad española de la provincia de Valencia, en la Comunidad Valenciana. Está situado en la comarca de la Huerta Sur. Contaba con una población censada de 22 092 habitantes a 1 de enero de 2024, según el INE. Cuya demacración judicial pertenece al Partido Judicial de Catarroja, el n.º 12 de la provincia de Valencia.

## Toponimia
El topónimo proviene de la alquería andalusí que debió llamarse الفخارة (al-fajāratu) «alfarería» o الخفئ (al-jafà) «lugar hondo». Sea cual fuera el término original, en el Llibre del Repartiment aparece como Alfolfar, que derivaría a Alfofar y finalmente, Alfafar.

## Geografía
Integrado en la comarca de la Huerta Sur, se sitúa a 7 kilómetros de la capital valenciana. Tiene un término municipal de unos 10 km² de superficie llana y fértil, mayoritariamente dedicada a regadíos entre los que predomina el arroz. Su núcleo urbano edificado, comunicado con Benetúser y Sedaví, ocupa aproximadamente el 13 % del término, quedando una buena parte del restante dentro del Parque Natural de la Albufera. El clima es templado.
El término municipal está atravesado por la autovía V-31 y por una carretera local que se dirige al Parque Natural de la Albufera (CV-401). La altitud oscila entre los 11 m en el casco urbano y 1 m cerca de la Albufera.
| Noroeste: Valencia          | Norte: Valencia, Sedaví y Lugar Nuevo de la Corona | Noreste: Valencia |
| Oeste: Paiporta y Benetúser |                                                    | Este: Valencia    |
| Suroeste: Masanasa          | Sur: Masanasa                                      | Sureste: Valencia |

## Historia
Por las cercanías del actual núcleo debió circular la Vía Augusta, que probablemente dio pie a la construcción de un pequeño núcleo agrícola y pesquero (por la proximidad de la Albufera en aquella época). En núcleo actual proviene de una alquería andalusí, llamada Aldamosfar, topónimo que debe significar 'alfarería' o bien 'lugar hondo'. Dicha población existía ya al menos en el siglo IX o X, como constatan los hallazgos de cerámica de la época que se han encontrado en una serie de fosas en la plaza del País Valencià. El rey Jaime I tomó el lugar al menos en junio de 1238, cuando hay constancia de las primeras donaciones en el Llibre del Repartiment. En enero de 1347 el rey Pedro IV donó todas las tierras a Pere Boïl, pasándolas a condición de señorío el 14 de febrero de 1363. Esta familia ejerció el señorío de Alfafar hasta la abolición de los señoríos en 1812.
Se dice que Jaume I guardó una de las dos copias de la Virgen de los Desamparados debajo de un árbol, la segunda copia de esta está guardada en la catedral de Ondara.
El anónimo amigo de Jaume I conocido como "H", fue el encargado de transportar la copia de la Virgen a la catedral de Ondara, dónde una vez guardada, la quemaron ya que dijeron que el diablo poseyó la misma catedral.

### Gota fría de 2024
A finales de octubre de 2024, el municipio de Alfafar sufrió catastróficas inundaciones debido al temporal conocido como gota fría (DANA) que dejó unos 224 muertos y cientos de damnificados en la provincia de Valencia. Las cifras de fallecidos en esta localidad son 15 personas, de las cuales el 48 % eran mayores de 70 años.
Durante la primera semana tras la DANA Alfafar estuvo incomunicado y no dispuso de suministros eléctricos ni servicio de agua potable. Además no había cobertura y la comunidad se enfrentaba al desafío de la reconstrucción en medio de una emergencia humanitaria.

## Demografía
En el término municipal de Alfafar se sitúan, además de la capital municipal, la pedanía de El Tremolar, al este del término. A su vez, el núcleo de Alfafar se divide en dos secciones bien diferencias. El núcleo más antiguo de Alfafar se localiza cerca de la vía del ferrocarril, cerca de un ramal procedente del azud de Favara y creció posteriormente hacia antiguas partidas rurales, como los Alfalares. El Barrio Orba o parque Alcosa, se sitúa al suroeste del término, físicamente encajado entre los términos de Benetúser y Masanasa y conurbado con sus cascos urbanos, de manera mucho más estrecha que con el núcleo histórico de Alfafar.
En 1572 el pueblo tenía 3 vecinos (unos 10 habitantes), que en 1794 eran más de 1000. En 1877 ya se habían alcanzado los 2237 habitantes. A lo largo del siglo XX el crecimiento ha sido constante: en 1910, llegaba a los 2934 y a los 3983 en 1940. A partir de la década de 1960, el aumento ha sido espectacular: de los pocos más de 4300 de 1960, se pasó en diez años a los 13 000 y a los 19 000 en 1975. El proceso inmigratorio ha sido el responsable de este fuerte crecimiento. Detenidos estos procesos, la población de Alfafar se ha estabilizado alrededor de los 20 000 habitantes.
Alfafar cuenta con una población de 22 131 habitantes (INE 2024).
| Gráfica de evolución demográfica de Alfafar entre 1842 y 2021                                                       |
| |
| Población de derecho según los censos de población del INE Población de hecho según los censos de población del INE |

## Economía
La agricultura, nunca demasiado desarrollada, se ha visto drásticamente reducida en las últimas décadas. En la actualidad tan sólo ocupaba al 2 % de la población en 2003, y se dedicaba únicamente al el cultivo del arroz (751 ha) y a los cítricos (31 ha).
La industria y la construcción ocupaban conjuntamente al 43,5 % de la población activa en 2003. La rama industrial predominante es la del sector del mueble, que a lo largo del tiempo ha ido evolucionando a partir de la ebanistería, hasta convertirse en la principal fuente de ingresos del municipio y de gran parte de toda la comarca de la Huerta Sur. Alfafar, junto con otras localidades de la comarca –como Benetúser o Sedaví– se encuentra a la cabeza en el diseño, la fabricación y la comercialización de muebles de todos los estilos. También se encuentran, aunque con mucha menos importancia económica las ramas de la alimentación, productos metálicos, productos minerales no metálicos, maquinaria y química.
El sector servicios es el principal motor económico, con un 54,4 % de los ocupados. La actividad comercial se centra principalmente en las cercanías de la V-31 (Pista de Silla), desde que en 1976 se instalase allí un hipermercado de casi 21 000 m², que propició la posterior aparición y concentración de otros negocios, también en la vecina localidad de Sedaví.

## Comunicaciones

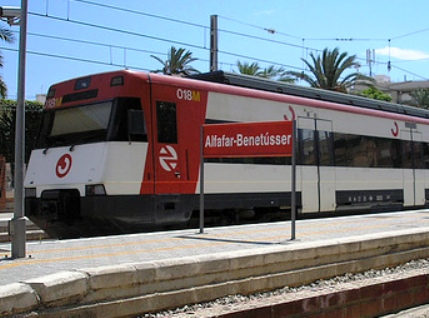
Estación de Alfafar-Benetúser

### Por carretera
Por el término de Alfafar circulan las siguientes carreteras:
| V-31 Enlaza la A-7 y la AP-7 a la altura de Silla con Valencia.                           |
| N-340 Antiguo Camino Real de Valencia a Madrid, hoy en día convertido en vía interurbana. |
| CV-400 Avenida del Sur, une las poblaciones de la Huerta Sur.                             |
| CV-401 Enlaza Alfafar con El Saler y la CV-500.                                           |

### Ferrocarril
Tiene estación de ferrocarril compartida con Benetúser. Las líneas de cercanías que dan servicio a la localidad son la C1, Valencia-Gandía, y la C2, Valencia-Játiva.

### Autobús
Las siguientes líneas de MetroBus Valencia prestan servicio al municipio.
| Línea | Recorrido                              | Operador        |
| ----- | -------------------------------------- | --------------- |
| 180   | Valencia - Albal                       | Autocares Herca |
| 181   | Valencia - Picasent                    | Autocares Herca |
| 182   | Valencia - Beniparrell - Silla         | Autocares Herca |
| 182N  | Nocturno Valencia - Picasent           | Autocares Herca |
| 183   | Valencia - Sedaví - Alfafar            | Autocares Herca |
| 185   | Picasent - Playa El Saler              | Autocares Herca |
| 186A  | Paiporta - Albal - Torrente - Paiporta | Autocares Herca |
| 186B  | Albal - Paiporta - Torrente - Albal    | Autocares Herca |

Además, por cercanía, en la calle Manuel Iranzo, carretera que separa el pueblo con el barrio de Valencia, La Torre, se sitúa la línea 27 de la EMT Valencia (Empresa Municipal de Transportes). Su recorrido comprende hasta el Mercado Central de Valencia.

## Administración y política
| Periodo   | Nombre                       | Partido   |
| --------- | ---------------------------- | --------- |
| 1979-1983 | José Martínez Chust          | PSPV-PSOE |
| 1983-1987 | José Martínez Chust          | PSPV-PSOE |
| 1987-1991 | José Martínez Chust          | PSPV-PSOE |
| 1991-1995 | José Martínez Chust          | PSPV-PSOE |
| 1995-1999 | Joan Josep Baixauli Baixauli | PSPV-PSOE |
| 1999-2003 | Joan Josep Baixauli Baixauli | PSPV-PSOE |
| 2003-2007 | Emilio Muñoz García          | PSPV-PSOE |
| 2007-2011 | Emilio Muñoz García          | PSPV-PSOE |
| 2011-2015 | Juan Ramón Adsuara Monlleó   | PP        |
| 2015-2019 | Juan Ramón Adsuara Monlleó   | PP        |
| 2019-2023 | Juan Ramón Adsuara Monlleó   | PP        |
| 2023-act. | Juan Ramón Adsuara Monlleó   | PP        |

## Patrimonio

### Patrimonio cultural
- Iglesia Parroquial de Nuestra Señora del Don (Església Parroquial de Nostra Senyora del Do): se inició en 1736 con aportaciones del propio pueblo y se abrió al culto en 1748.[15] Tiene una torre campanario de tres cuerpos y reloj, mientras que el templo es de tres naves con crucero, cúpula y capillas laterales.[2] Alberga la imagen de la Virgen que, según la leyenda, se encontró en el siglo XIII, durante la conquista.[2]
- Sindicato Arrocero (Sindicat Arrosser): se construyó en 1928 y actualmente alberga la biblioteca municipal.
- Casa consistorial (Casa de la Vila): data de finales del siglo XIX y se sitúa enfrente de la iglesia.[2][6] Se edificó según los planos de Sebastián Monleón, autor de la plaza de toros de Valencia. En su interior existe un cuadro del pintor cubano Armando Menocal, fechado en 1887.[16]
- Monumento al agua (Monument a l'aigua): de principios del siglo XX, se sitúa en el centro de la plaza Mayor y contiene figuras a tamaño natural que representan a la huerta y a unos niños jugando.[16]
- Alquería del Pi, protegida como Bien de Relevancia Local.

### Patrimonio natural

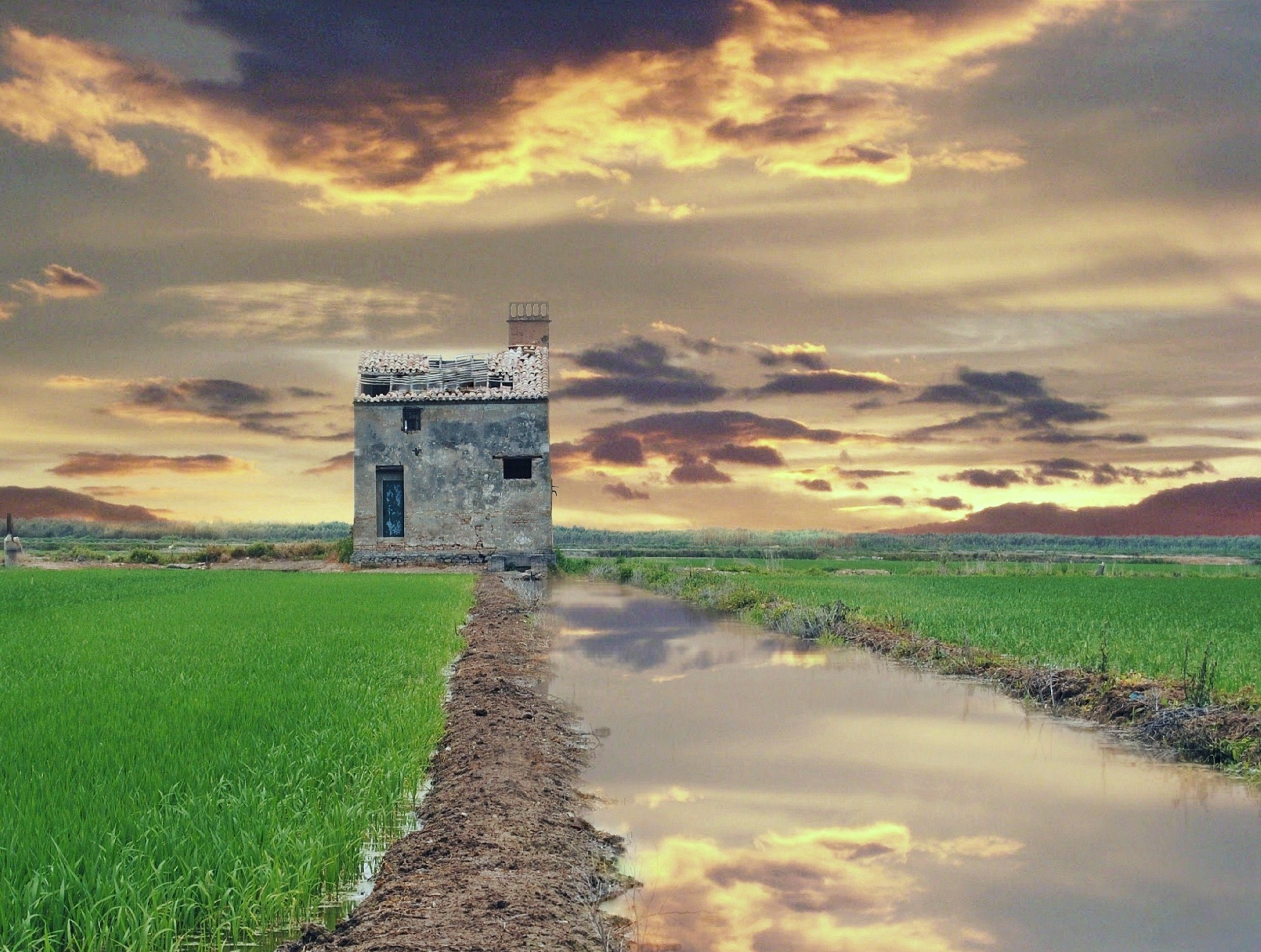
Arrozales en Alfafar

- El parque natural de la Albufera de Valencia, en la parte oriental del municipio, está ocupado en su mayoría por el cultivo del arroz, aunque también existen zonas de huerta.

## Cultura
Las Fiestas de Alfafar son las siguientes:
- Fiestas Mayores: en la primera decena de septiembre se celebran fiestas a la Virgen del Don, cuya Misa Mayor se realiza el 8 de septiembre.[2][17]
- Fallas: del 15 al 19 de marzo, las siete fallas de Alfafar celebran su fiesta.
- Fiestas del Tremolar: en la primera semana de junio se celebran las festas en honor de la Virgen de los Desamparados.
- Fiestas del Barrio Orba (Parque Alcosa): la fiesta Grande o Popular se celebra la tercera semana de julio. Y en el mes de noviembre la fiesta en honor al Santísimo Cristo
- Fiestas de La Fila: otro barrio del pueblo que posee distintas celebraciones a los patrones de la calle que llevan su nombre, en concreto, San Pascual el 17 de mayo, San Cayetano el 7 de agosto y San José el 30 de abril.